# BALMUDA
BALMUDA股份公司 (日語：バルミューダ株式会社，東證1部：6612)是一家總部位於日本東京都武藏野市的公司，以生產家電產品為主。BALMUDA的產品以出眾的設計而著稱。2020年12月，BALMUDA的股票在東京證券交易所上市。

## 外部連結
- バルミューダ株式会社 （页面存档备份，存于）（日語）